# Bara Mamadou Ndiaye
Bara Mamadou Lamine Ndiaye oder kurz Bebeto (* 31. Dezember 1991 in Tivaouane) ist ein senegalesischer Fußballspieler.

## Karriere
Ndiaye wechselte 2008 zu Teramo Calcio und spielte hier ein Jahr für die Nachwuchsabteilung. Anschließend begann er für die Profimannschaft aufzulaufen. In der Saison 2010/11 spielte er dann bei Giulianova Calcio und wechselte zur Saison 2011/12 zum FC Lugano. Bei diesem Verein blieb er die nächsten drei Spielzeiten unter Vertrag und wurde zwischenzeitlich an die ungarischen Vereine Kaposvári Rákóczi FC und Kecskeméti TE verliehen. In der Sommertransferperiode 2014 wechselte er zu Letzterem.
Zur Saison 2015/16 wechselte Ndiaye in die türkische TFF 1. Lig zu Gaziantep Büyükşehir Belediyespor. Nach dieser Spielzeit verließ er diesen Verein wieder und zog zum zypriotischen Verein Doxa Katokopia weiter.